# 11801 Frigeri
11801 Frigeri este o planetă minoră (asteroid), cu un diametru de 8,599 km, din centura de asteroizi. A fost descoperită pe 2 martie 1981 la Observatorul Siding Spring de Schelte J. Bus și a fost numită după Alessandro Frigeri⁠(d). 
Obiectul prezintă o orbită caracterizată de o semiaxă mare de 3,046333 UAi, o excentricitate de 0,09, o înclinație de 9,74262 ° în raport cu ecliptica.